# Paul Bachmann (Mathematiker)

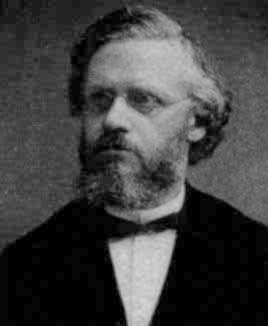
Paul Bachmann etwa 1870

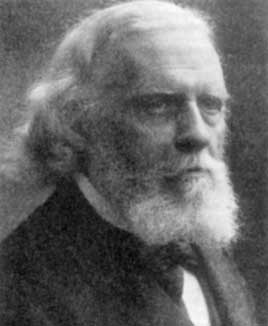
Paul Bachmann etwa 1910

Paul Gustav Heinrich Bachmann (* 22. Juni 1837 in Berlin; † 31. März 1920 in Weimar) war ein deutscher Mathematiker, der vor allem durch seine Lehrbücher über Zahlentheorie bekannt ist.

## Leben
Bachmann war der Sohn eines protestantischen Pfarrers und zeigte in seiner Jugend musische Neigungen. Er studierte Mathematik an der Universität Berlin, an der er 1862 mit einer Dissertation aus dem Gebiet der Gruppentheorie bei Ernst Eduard Kummer promovierte. Zwischendurch hatte er ab 1856 auch in Göttingen bei dem kurz zuvor dorthin von Berlin gewechselten Peter Gustav Lejeune Dirichlet studiert und sich dort mit Richard Dedekind angefreundet. Während seines Studiums in Göttingen wurde er 1857 Mitglied der Burschenschaft Brunsviga. Nach seiner Dissertation ging er an die Universität Breslau, wo er sich 1864 mit einer zahlentheoretischen Arbeit über komplexe Einheiten habilitierte und 1867 außerordentlicher Professor wurde. 1875 nahm er eine Professur an der Königlich Theologischen und Philosophischen Akademie in Münster an. 1890 gab er seinen Lehrstuhl nach der Scheidung von seiner Frau auf und zog mit seiner zweiten Frau nach Weimar, um sich ganz der Musik (als Klavierspieler und Kritiker) und dem Schreiben seiner bekannten Bücher über Zahlentheorie zu widmen, die in fünf Bänden 1892–1923 (und 1872) erschienen. Bachmann schrieb auch den biographischen Abschnitt über Carl Friedrich Gauß als Zahlentheoretiker in dessen Gesammelten Werken.
Ein Enkel Paul Bachmanns, Friedrich Bachmann, wirkte ab 1949 als Mathematik-Professor an der Christian-Albrechts-Universität Kiel. Ein weiterer Enkel, jüngerer Bruder von Friedrich Bachmann, Lic.theol. Wilhelm Bachmann, wirkte als evangelischer Theologe und Pfarrer in Berlin und in der Westfälischen Landeskirche.

## Werke
- Elemente der Zahlentheorie. 1892.
- Arithmetik der quadratischen Formen. 1898.
- Die Lehre von der Kreistheilung und ihrer Beziehungen zur Zahlentheorie. 1872 (archive.org).
- Allgemeine Arithmetik der Zahlenkörper. 1923.
- Die analytische Zahlentheorie. 1894 (in dieser Arbeit wurde erstmals die später O-Notation genannte Schreibweise verwendet).
- Niedere Zahlentheorie. 2 Bände. 1902, 1910.
- Das Fermat-Problem in seiner bisherigen Entwicklung. 1919.